# Tanabe Hadžime
Hadžime Tanabe, japonski filozof znanosti, zlasti matematike in fizike, * 3. februar 1885, Tokio, Japonska, † 29. april 1962, Tokio.
Leta 1947 je postal član Japonske akademije, leta 1950 je prejel red za kulturne zasluge, leta 1957 pa častni doktorat Univerze v Freiburgu.
Tanabe je bil poleg filozofov Kitaro Nishida in Keiji Nishitani ključni član tako imenovane Kjotske šole. Medtem, ko sta slednja filozofa dobila priznanje v zahodnih akademskih krogih, je bilo Tanabejevo pisanje manj opaženo. Nishida, ki velja za začetnika te šole, je bil Tanabejev učitelj. Filozofi Kjotske šole so bili zaradi svoje domnevne aktivne vloge v japonskem militarističnem režimu deležni kritike.

## Biografija
Tanabe se je rodil 3. februarja 1885 v Tokiu v družini, ki se je posvečala izobraževanju. Njegov oče je bil ravnatelj akademije Kaisei in tudi učenjak Konfucija, katerega nauki so morda vplivali na Tanabejevo filozofsko in versko miselnost. Tanabe se je vpisal na Tokijsko cesarsko univerzo, kjer je najprej študiral matematiko, nato pa se je posvetil literaturi in filozofiji. Po diplomi je delal kot predavatelj na univerzi Tohoku in poučeval angleščino na akademiji Kaisei.
Leta 1919 je Tanabe na Nishidovo povabilo sFprejel mesto izrednega profesorja na Kjotski cesarski univerzi. Med letoma 1922 in 1923 je študiral v Nemčiji - najprej pri Aloisu Riehlu na Univerzi v Berlinu in nato pri Edmundu Husserlu na Univerzi v Freiburgu. V Freiburgu se je spoprijateljil z mladim Martinom Heideggerjem in Oskarjem Beckerjem. V Tanabeju je mogoče prepoznati vpliv teh dveh filozofov.
Ko se je Nishida leta 1928 upokojil, ga je nasledil Tanabe. Čeprav sta bila sprva prijatelja in sta si delila več filozofskih konceptov, kot je absolutni nič, je Tanabe postajal vse bolj kritičen do Nishidove filozofije. Številni Tanabejevi spisi po Nishidinem odhodu z univerze so posredno napadali Nishidovo filozofijo.
V času japonske ekspanzije in vojnih prizadevanj si je Tanabe skupaj z Nishido in drugimi prizadeval za ohranitev pravice do svobodnega akademskega izražanja. Čeprav je kritiziral Heideggerjevo pismo, ki ga je navdihnil nacizem, je bil Tanabe tudi sam vključen v japonska vojna prizadevanja. Njegova pisma študentom, ki so odhajali v vojno, pa kažejo veliko enakih izrazov in ideologij, ki so jih uporabljale vladajoče vojaške sile. Še bolj obremenjujoči so njegovi eseji, napisani v obrambo japonske rasne in državne superiornosti, v katerih je svojo teorijo Logike vrst izkoristil za napovedovanje in spodbujanje militaristične ideologije. Ta predlagana dialektika je trdila, da je treba vsako protislovno nasprotje posredovati s tretjim izrazom, tako kot vrsta posreduje rod in posameznika.
V vojnih letih je Tanabe malo pisal in objavljal, kar je morda odražalo moralni pretres, ki ga je opisal v svojem monumentalnem povojnem delu Filozofija kot metanoetika. Delo je oblikovano kot izpoved kesanja (metanoia) zaradi njegove podpore vojnim prizadevanjem. V njem naj bi prikazal filozofsko pot za premagovanje same filozofije, kar nakazuje, da je tradicionalna zahodna misel vsebovala semena ideološkega okvira, ki je pripeljal do druge svetovne vojne.
Njegove dejavnosti in dejavnosti celotne Japonske so Tanabeja preganjale do konca življenja. Leta 1951 je zapisal:
Ko pa so napetosti druge svetovne vojne postajale vse hujše in s tem tudi regulacija mišljenja, sem ugotovil, da se ne morem upreti in da ne morem drugače, kot da se do neke mere prepustim prevladujočemu razpoloženju, ki je sramota, globlja, kot jo lahko prenesem. Že zaslepljeni militarizem je toliko naših diplomantov prehitro pripeljal na bojišča; med padlimi jih je bilo več kot deset iz filozofije, za kar čutim največjo odgovornost in obžalovanje. Lahko le sklonim glavo in iskreno obžalujem svoj greh.
Po teh besedah je živel še enajst let in umrl leta 1962 v Kita-Karuizavi na Japonskem.

## Mišljenje
Kot ugotavljajo James Heisig in drugi, so Tanabe in drugi člani Kjotske šole sprejeli zahodno filozofsko tradicijo, ki izhaja iz grške. Ta tradicija poskuša razložiti pomen človeškega izkustva z racionalnimi pojmi. To jih razlikuje od drugih vzhodnih piscev, ki so razmišljali o pomenu življenja in o tem, kako najbolje živeti dobro življenje, vendar so govorili v religioznem smislu.
Čeprav je Kjotska šola uporabljala zahodno filozofsko terminologijo in racionalno raziskovanje, so ti služili predstavitvi edinstvene vizije resničnosti iz njihove kulturne dediščine. Natančneje, lahko so obogatile razpravo o končni naravi resničnosti z uporabo izkušenj in misli različnih oblik budizma, kot sta zen in čista dežela, vendar so bile vključene v analizo, ki se sklicuje na pojmovna orodja, ki so jih v zahodni filozofiji skovali in izpopolnili misleci od Platona do Descartesa in Heideggerja.
Tanabejev prispevek k temu dialogu med vzhodno in zahodno filozofijo ga razlikuje od drugih članov Kjotske šole. Njegova radikalna kritika filozofskega razuma in metode, ki izhajajo iz Immanuela Kanta in Sørena Kierkegaarda ter se pojavljajo v njegovem delu Filozofija kot metanoetika, ga zlahka postavijo med pomembne mislece z edinstvenim stališčem do večnih filozofskih vprašanj. Nekateri komentatorji na primer menijo, da je Tanabejevo delo na področju metanoetike predhodnik dekonstrukcije.
Tanabe se je ukvarjal s filozofi celinske filozofije, zlasti eksistencializma. Njegova dela so pogosto dialog s filozofi, kot so Kierkegaard, Friedrich Nietzsche in Heidegger. Zaradi ukvarjanja s temi misleci, zlasti s prvima dvema, je Tanabejeva misel označena kot eksistencialistična, čeprav Makoto Ozaki piše, da ima Tanabe raje izraze "eksistencialistična filozofija zgodovine", "zgodovinski eksistencializem" ali "eksistencialna metafizika zgodovine". V svoji mojstrovini Filozofija kot metanoetika je Tanabe svoje delo označil kot "filozofijo, ki ni filozofija", s čimer je napovedal različne pristope dekonstrukcionistov k razmišljanju.
Tako kot drugi eksistencialisti tudi Tanabe poudarja pomen filozofije kot smisla; to pomeni, da je tisto, o čemer ljudje razmišljajo in kar si želijo, iskanje smisla življenja in smrti. Skupaj z drugimi člani Kjotske šole je Tanabe menil, da je glavni problem, s katerim se soočajo ljudje v sodobnem svetu, pomanjkanje smisla in posledično nihilizem. Jean-Paul Sartre je po Kierkegaardu v svojem Konceptu tesnobe to rad označil kot Nič. Tudi Heidegger si je v svojih poznejših spisih prisvojil pojem niča.
Filozofi Kjotske šole so menili, da je njihov prispevek k tej razpravi o nihilizmu osredotočen na budistično navdihnjeni pojem niča, usklajen z njegovim korelatom sunjato. Vendar sta Tanabe in Nishida poskušala svojo filozofsko rabo tega pojma razlikovati tako, da sta ga poimenovala Absolutni nič. S tem izrazom sta ga razlikovala od budističnega verskega koncepta niča, poudarila pa sta tudi zgodovinske vidike človeškega obstoja, ki jih po njunem mnenju budizem ne zajame.
Tanabe se ni strinjal z Nishido in Nishitanijem glede pomena Absolutnega niča, saj je poudarjal praktični, zgodovinski vidik pred tem, kar je označil za intuicionizem slednjih. S tem je Tanabe želel poudariti delovanje Niča v času v nasprotju z večnim Zdaj. Prav tako je želel človeško izkušnjo osredotočiti na delovanje in ne na kontemplacijo, saj je menil, da delovanje vsebuje skrb za etiko, medtem ko kontemplacija tega na koncu ne upošteva, kar je povzročilo obliko monizma po vzoru Plotina in Georga Wilhelma Friedricha Hegla.  To pomeni, da se Tanabe, podobno kot Kierkegaard v svojih Filozofskih fragmentih v katerih spodkopava sistematično filozofijo od Platona do Barucha Spinoze in Hegla, sprašuje, ali obstaja izvorno stanje že obstoječe zavesti, ki jo je mogoče ponovno pridobiti, da bi dosegli razsvetljenje.
Tanabejevo vztrajanje pri tej točki ni zgolj filozofsko in namesto tega ponovno kaže na njegovo vztrajanje, da je pravi način človekovega bivanja delovanje, zlasti etika. Vendar pa je kritičen do pojma že obstoječega stanja razsvetljenja, saj sprejema kantovski pojem radikalnega zla, v katerem ljudje kažejo neizogibno nagnjenost, da delujejo proti svojim željam po dobrem in namesto tega delajo zlo.

## Delo
Dokazovanje krščanstva
Tanabejevo delo "Demonstracija krščanstva" predstavlja religijo kot kulturno entiteto v napetosti z eksistencialnim pomenom, ki ga ima religija v življenju posameznika. Tanabe uporablja izraz rod, da bi predstavil univerzalnost oblike, h kateri stremijo vse entitete, in jih postavlja v kontrast s stabilno, čeprav okostenelo obliko, ki jo lahko dobijo vrste kot družbeni sistemi.
Tanabe nasproti postavi krščanstvo in Kristusa, kar je predstavljeno kot nasprotje med Pavlom in Jezusom. Jezus je po Tanabeju zgodovinsko bitje, ki manifestira delovanje Absolutnega niča ali Boga, razumljenega v neteističnem smislu. Bog je onkraj vsake konceptualnosti in človeškega mišljenja, ki se lahko pojavi le v smislu samoidentitete ali Biti. Bog postane, kar se kaže v človeških dejanjih, čeprav Boga nikoli ni mogoče zreducirati na bivanje ali samoidentiteto.
Za Tanabeja imajo ljudje potencial, da uresničijo sočutno božanskost, Nič, z nenehno smrtjo in vstajenjem, in sicer tako, da vidijo svoj nič. Tanabe meni, da je krščanska pripoved o utelešenju pomembna za razlago narave resničnosti, saj je verjel, da Absolutni nič, ki postane človek, ponazarja resnično naravo božanskega, pa tudi zgled za uresničevanje človeškega bitja v odnosu do božanskosti. Jezus označuje ta proces v najčistejši obliki in s tem daje zgled, ki mu morajo slediti tudi drugi.
Končno Tanabe izbere filozofijo namesto religije, saj slednja teži k socializaciji in udomačevanju prvotnega impulza religioznega delovanja. Filozofija, razumljena kot metanoetika, vedno ostaja odprta za vprašanja in možnost samoprevare v obliki radikalnega zla. Zato je Tanabejeva izjava filozofija religije.
Tanabe je v knjigi Filozofija kot metanoetika hotel prikazati pot filozofije, ki razume meje razuma in moč radikalnega zla. Čeprav se metoda, ki jo je Tanabe uporabil za ta sklep, nanaša na transcendentalno analizo, ki jo je razvil Kant, Tanabe metodo usklajuje z budističnim konceptom absolutnega niča in pridiganjem Budizma čiste dežele, zena in krščanstva.
Tanabe je menil, da Kant kritike razuma ni vzel dovolj resno. S tem hoče Tanabe povedati, da bi se morala radikalna kritika razuma vprašati, ali razum sam lahko razume svojo sposobnost, da poosebi samozavedanje in končno realnost. Posameznik, ki izvaja razum, bi se moral zavedati krize razuma in videti antinomijo, tista racionalno nerešljiva protislovja, ki jih razum odkriva, kot osnovo za osebno prenovo.
Kriza razuma ni le motnja misli; vključuje tudi krizo volje. Ko posameznik razume radikalne meje razuma pri soočanju z antinomijami, se zave tistega, kar je Kant imenoval radikalno zlo. To je volja, da delujemo v skladu z željami, ki presegajo tiste, ki jih predstavlja racionalna refleksija. S tem spoznanjem pride nadaljnja kriza in s tem možnost metanoje. V tem kriznem stanju posameznik pridobi perspektivo, ki je potrebna, da vidi drug izvor razsvetljenja. Tanabe uporablja šin(shin) budistični izraz "druga moč" za označevanje tega vira, imenovanega tudi Absolutni Nič. Ta metanoja spozna neustreznost človeških prizadevanj za odkrivanje vira samozavedanja in se mu preda. Ta predaja zagotavlja moč za nadaljevanje iskanja smisla sredi vsakdanjega življenja in za delovanje na sočuten in dobrodelen način, da druge pripelje do samouresničitve.